# Семйони (Підляське воєводство)
Семйони (пол. Siemiony) — село в Польщі, у гміні Городиськ Сім'ятицького повіту Підляського воєводства.
Населення — 230 осіб (2011).
У 1975-1998 роках село належало до Білостоцького воєводства.

## Демографія
Демографічна структура станом на 31 березня 2011 року:
|          | Загалом | Допрацездатний вік | Працездатний вік | Постпрацездатний вік |
| -------- | ------- | ------------------ | ---------------- | -------------------- |
| Чоловіки | 121     | 27                 | 69               | 25                   |
| Жінки    | 109     | 26                 | 53               | 30                   |
| Разом    | 230     | 53                 | 122              | 55                   |